# Goniopora stokesi
Goniopora stokesi är en korallart som beskrevs av Milne-Edwards och Jules Haime 1851. Goniopora stokesi ingår i släktet Goniopora och familjen Poritidae. IUCN kategoriserar arten globalt som nära hotad. Inga underarter finns listade i Catalogue of Life.